# 雪風 (架空の兵器)
雪風（ゆきかぜ）は、神林長平のSF小説『戦闘妖精・雪風』シリーズ及びそれを原作としたOVA、漫画に登場する戦闘機械知性体、或いはそれを搭載した戦術戦闘偵察機のパーソナルネームである。名称は大日本帝国海軍の陽炎型駆逐艦「雪風」に由来する。本項では、「雪風」が搭載されていた戦闘偵察機FFR-31MR スーパーシルフとFFR-41 メイヴについても解説する。メカデザインはスーパーシルフ、メイヴ共に小説版は横山宏（無印）、長谷川正治（改、グッドラック、アンブロークン・アロー）。OVA版は山下いくと。
なお、機械知性体である「雪風」の搭載機は、作中でスーパーシルフからメイヴに変更されているため、本項では雪風を搭載したスーパーシルフを「シルフ雪風」、雪風を搭載したメイヴを「メイヴ雪風」と呼称する。

## 機械知性体としての雪風
戦闘偵察機FFR-31MR スーパーシルフの3番機、後にFFR-41 メイヴに搭載されている機械知性体（人工知能・電子頭脳）を指す。
機械知性体は元々、パイロットを補助するためにFAFが開発したもので、自らが得た情報を反芻し、新たな戦術を構築することができ、搭載されている機体の性能も相まって、高度な電子戦能力を有している。同型の物が特殊戦に所属する13機の戦闘偵察機FFR-31MR スーパーシルフに搭載されているが、システムの根幹に定められた存在意義「対ジャム戦の遂行」、特殊戦の至上命令「（味方を犠牲にしてでも）必ず帰還せよ」を最優先した結果、その思考回路は搭載時とは別物へと進化し、13機それぞれが全く別の思考回路を持つに至っている。また同時に、人間とは全く異質の思考アーキテクチャを獲得しており、その真の「意思」を人間が推し量るのは困難になりつつある。
専属パイロットである深井零は、雪風を「絶対に裏切らない存在」として完全に依存しきっていたが、雪風は獲得した情報より独自の進化・発展を遂げつつあった。そして次第に、零の操作をエラー情報の入力として拒否する、味方機のコントロールを勝手に奪うなど、その挙動は特異性を示し始める。そしてついには、異常が無いのに警報を出してシートの強制射出によりパイロットを自ら排除する、パイロット搭乗の情報をエラーとして勝手に自動機動に移るなど、零を含む全ての人間の存在を「対ジャム戦の遂行」に邪魔な存在だと判断し、彼らの存在よりも自らの戦闘を優先するに至る。この一件により、深井零との関係も大きく変わっていくことになる。
『グッドラック』になると、「まるで自我を持っているかのよう」な挙動を示し、表面上は操作に従っていても、いつコントロールに介入するかわからない、実質的に制御不能な状態にまで進化している。前作に引き続き人間よりも対ジャム戦闘を優先していたが、ある一件により対ジャム戦における人間の有用性を理解し、特に零の有用性を強く意識するようになっていく。それに合わせてか、口語音声による命令の入力を理解・処理する、エディス・フォス大尉がインストールした心理分析用ソフト「MAcProII」の自然言語処理エンジンを応用し、自身の考えをより人の言葉に近い形で出力するなど、インターフェースが人間との円滑なコミュニケーションを取れるものに変わっていく。零との信頼関係も再構築され、最終的には零と「複合生命体」と称される一種の共生関係を築いた。これは作中では「二つの異なる世界認識用の情報処理システムを持っていて、互いにそれをサブシステムとして使うことができる」と解説されている。これにより雪風はジャムから特別視され、雪風と零を理解するためのコンタクトを受けることとなる。
『アンブロークン・アロー』では、ジャムが作り出した異様な環境下で零と切り離されるが、独自に対ジャム戦を実行し続ける。また、ジャムが作った環境を逆に利用し、人間の無意識な思考をモニタリングしたり、機上の人間の感覚を読み取ることで、さながら偵察ポッドのような役割をさせることもやってのけた。

## 戦闘偵察機としての雪風

### FFR-31MR スーパーシルフ
FAFが開発した双発複座の戦術戦闘電子偵察機。主力制空戦闘機であるFFR-31 シルフィードの初期生産機（オリジナル・シルフィード）を戦術偵察用に改装した機体。OVA版ではFFR-31を改装云々は予算獲得の為の方便に過ぎず、実際は完全な新規設計機であるとされている。機体名称の由来は、西洋の伝承に登場する風の精霊「シルフ」である。綴りは「Super Sylph」。自機と情報を守るためだけの強力な武装と電子戦能力を持ち、シルフ雪風が撃墜されるまでは一度も撃墜された事は無く、「フェアリィ空軍最強の翼」の異名を得ていた。パイロットは「シルフドライバー」と呼ばれている。生産機数は87機を計画していたが、26機に削減された。特殊戦第五飛行戦隊、通称ブーメラン戦隊に13機が配備されている他、航空宇宙防衛軍団・防衛偵察航空団やシステム軍団・飛行試験センターにも配備されている。ただし、特殊戦以外の部隊に所属する機体が特殊戦機のような機械知性体を搭載しているかは不明。
搭載している機械知性が高性能な事も相まってその空戦能力は極めて高く、劇中では追尾してくるジャムの超高速ミサイルを、重心を中心にその場で旋回して進行方向に機尾を向けたままガン射撃で撃墜したり、模擬空戦において、スペック上ではスーパーシルフよりも優れた機動性を持つ新型戦闘機、FA-2 ファーンIIを翻弄している他、『敵は海賊』とのコラボレーション短編「被書空間」では、数千年ほどの技術差がある筈のラジェンドラの艦載CFVを撃墜している。
また、本機やメイヴは通常のレーダーシステムに加えて、空間受動レーダーと呼ばれる受動探知システムを搭載している、これは極低温下で作動することから「凍った目（フローズンアイとも読む）」と呼ばれており、敵機がいかに電磁的・光学的に自らをステルス化しても、押しのけられた大気そのものを誤魔化せないため、これを探知する事で敵機の位置を掴むシステムである。
原作では開発ナンバーFRX-47。主翼形はクリップドデルタの固定後退翼。双垂直尾翼。胴体腹部にベントラルフィンを有する。エンジン配置は双発でエアインテーク及びエンジンノズルは二次元形状。アウトラインは小説が執筆された当時の新鋭機であるF-14やF-15等の第4世代ジェット戦闘機に近く、横山宏による挿絵もそのように描写されている。劇中においては最新鋭ではないとされているが、搭載しているレーダーは新型機さえも凌駕することは何度も描写されており、電波出力において対人殺傷能力があると記述される。ただし航空機のレーダーが健康被害を与えるほど危険であることは現実においても同様で、軍用機のみならず民間の旅客機の気象レーダーでも地上で動作させることは禁止されている。
スペック（小説版）
- 全長：19.8m
- 全幅：13.5m
- 全高：6.2m
- ヌード重量：11,800kg
- 基準離陸重量：24,500kg
- 最大離陸重量：38,000kg
- エンジン：FNX-5010-J フェニックスMk.Xデュアル軸流圧縮型ターボファン×2、雪風は後にFNX-5011-B フェニックスMk.XI（最大推力9,800kg（ミリタリー推力時）、22,500kg（アフターバーナー使用時）、通称スーパーフェニックス）に換装
- 最高速度：不明、少なくともマッハ2.0以上
- 武装：
高速射撃ガン
短距離空対空ミサイルAAM-III
中距離空対空ミサイルAAM-V
長距離空対空ミサイルAAM-VII
超高速空対空ミサイルHAM-VI

等を装備、具体的な装備可能数は不明である。
- その他、TAISP（自動戦術情報収集ポッド）、TARPS（戦術航空偵察ポッドシステム）等の各種戦術データ収集ポッドを装備する。

OVA版では翼端が斜めに折れたカナード付きデルタ翼、尾翼は双垂直尾翼。コクピット後方上部に上反角のついた後退カナードを、機体下部にセンサーブレードを有する。キャノピはパイロット席とフライトオフィサ席でそれぞれ独立している。エアインテーク及びエンジンノズルは二次元形状。軍事評論家の岡部いさくは、このデザインを「航空機型汎用決戦兵器」と評している。
スペック（OVA版）
- 全長：22.2m
- 全幅：14.63m
- 全高：5.56m（通常時）、11.94m（センサーブレード展開時）
- ヌード重量：11,746kg
- 基準離陸重量：23,700kg
- 最大離陸重量：35,242kg
- エンジン：FNX-5011-B/C フィーニクスMk.XIターボジェット（最大推力10,180kg（ミリタリー推力時）、13,910kg（アフターバーナー使用時））×2
- 最高速度：マッハ3.0
- 巡航速度：マッハ1.65
- 限界高度：23,300m
- 武装：
20mmガトリング砲×1
主翼下ハードポイント×2
胴体エンジン横ハードポイント×2
短距離空対空ミサイルAAM-III
中距離空対空ミサイルAAM-V
長距離空対空ミサイルAAM-VII
超高速空対空ミサイルHAM

を装備可能
- その他、各種可視光・赤外線カメラ、TAISP、赤外線ラインスキャン、コンフォーマル・マルチバンドESMセンサー等の各種偵察装備を搭載

OVA版では更に、スーパーシルフには基本型であるFFR-31MRの他に、長距離迎撃戦闘機型のFFR-31MR/A、アビオニクスを改良したFFR-31MR/B、エンジンを強化したFFR-31MR/C、空力設計の改良、ラムジェットブースターの搭載等を行い高速性能を向上させたFFR-31MR/D等のサブタイプが存在するが、A～C型は既存機の改良案に盛り込まれる形で計画が消滅し、D型のみが実際に製造されている。D型の製造機数はスーパーシルフの中でもとりわけ少なく、少なくとも5機、最大でも7機であると言われている。OVAでの「雪風」はこのD型であり、パーソナルネームの筆文字が機首に描かれている。なお、D型は主に防衛偵察航空団に配備されており、特殊戦のスーパーシルフの中でD型なのは雪風のみ、あるいはごく少数であるらしい。
スペック（D型）
- 全長：22.0m
- 全幅：13.2m
- 全高：6.23m（通常時）、9.75m（センサーブレード展開時）
- ヌード重量：12,188kg
- 基準離陸重量：25,500kg
- 最大離陸重量：37,890kg
- エンジン：FNX-5011-D フィーニクスMk.XIターボジェット（最大推力10,220kg（ミリタリー推力時）14,780kg（アフターバーナー使用時））×2
- 最高速度：マッハ3.2
- 巡航速度：マッハ1.9
- 限界高度：24,000m
- 武装：
20mmガトリング砲×1
主翼下ハードポイント×2
胴体エンジン横ハードポイント×2
短距離空対空ミサイルAAM-III
中距離空対空ミサイルAAM-V
長距離空対空ミサイルAAM-VII
超高速空対空ミサイルHAM

を装備可能
- その他、各種可視光・赤外線カメラ、TAISP、赤外線ラインスキャン、コンフォーマル・マルチバンドESMセンサー等の各種偵察装備を搭載

この他、ジャムが作り出した「グレイシルフ」というスーパーシルフのコピー機も存在する。同機は瞬間移動などのジャム的な能力も持っているが、基本的な性能や機体形状はスーパーシルフと同一である。機体塗装は原作ではシルフ雪風そのものであり、コクピットも通常通りだが、OVAでは機体表面に濃淡のグレーを組み合わせた独特な模様（通常のジャム機の物とは異なる）が浮かび上がっており、コクピット内部には座席の代わりにジャム機特有の回転発光体が収まっている。小説、OVA共に、主に対「雪風」戦に使用されており、雪風以外の機体と遭遇している描写は見られない。

### FFR-41 メイヴ
スーパーシルフの後継機として開発された無人戦闘偵察機FRX-99 レイフを有人機に改装した機体。レイフとは兄弟機とも言える機体であり、小説、OVA共に形状の違いは微々たる物である。小説版とOVA版では経緯が異なるが、ジャムにより撃墜されたシルフ雪風が試験飛行中の本機に雪風自身（雪風の構成要素のどの部分かは不明）を転送し、その後は雪風として特殊戦で実戦運用されている。機体名称の由来はケルト神話における妖精の女王「メイヴ」。綴りは「Mave」と「Meave」の二つがあり、公式でもはっきりしていなかったが、2011年現在ではMaveで落ち着いている。開発ナンバーはFRX-00。また、OVA版において日本海軍の原子力空母アドミラル56に着艦した本機を見たリン・ジャクスンは「FFR-44MR」なる型番を口にしているが、これはFAFから地球に誤って伝わった情報と思われる。各サブタイプを含めてFAFが開発した100番目の機種である。特殊戦のスーパーシルフを置き換える為に13機が製造される筈であったが、ジャムの大規模進攻によって計画は中止された。故に生産された機体は雪風が自我を転送したプロトタイプ1機のみである。
小説版ではブッカー少佐の「知性体にはパイロット達の実戦行動による教育が必要だ」という考えを受けて開発された。撃墜された雪風の捜索行動をかねた試験飛行中に、雪風が自身を転送し、コントロールを奪ってシルフ雪風を破壊。その際の急激な戦闘機動によるGでパイロットは死亡、フライトオフィサを務めていたブッカー少佐は顎を骨折した。
ステルス性を意識した形状で、主翼型は胴体に滑らかに繋がる、前縁フラットのないシンプルなクリップドデルタで、ストレーキ部分を持つ。尾翼は二組存在し、最適な位置を自動選択する為、垂直尾翼と水平尾翼を兼ね備えていると言える。また、機首に前進角のついたカナードを有する。エンジンはFNX-5011-D スーパーフェニックスMk.XIを2基搭載、エアインテークを機体上下左右に計4基持ち、二次元推力偏向ノズルを持つ。レイフとの差異はコクピットの有無のみ。具体的なスペックは不明だが、全長はスーパーシルフより7%ほど短く、重量は20%ほど軽い。機体色は真っ黒に塗装され、キャノピ右下に「雪風」の文字がブッカー少佐の手で記された。
OVAでは雪風捜索に出たのはFRX-99であり、雪風が自身を転送したのも同機である。その後、雪風が自我を転送したFRX-99がFRX-00へと改造されることで誕生した。
主翼は折り畳み可能な軽い上反角のついた前進翼で、最高速度で飛行する際は裏返って後退翼となり、着陸時には垂直に立ててエアブレーキとして使用する。垂直尾翼は存在せず、機首には後退角のついたカナードを装備。コクピットはカプセル状になっており、機首の中に埋め込まれるように配置され、着陸時には斜め後ろにスライドして視界を広げる。エアインテークは胴体下部及び上部左右の計3基、上部の2基はラムエアモード時のみ使用される。エンジンノズルはベクタードノズル。機体色は黒を基調に、白いラインが各所に入れられたツートンカラー。「雪風」の文字はスーパーシルフ同様、機首に描かれている。レイフとの相違点は、レイフではセントラルコンピューターユニットがある個所がコクピットに置き換わっている点。後にエンジンをFNX-5011-D-20からFNX-5011-D(VC)に換装した際に、型番がFFR-41MRに変更されている。本機のメカデザインを担当した山下いくとは、デザインについて「蓮の花にデザインのヒントを得た」と話している。
スペック（OVA版）
- 全長：18.0m
- 全幅：14.52m
- 全高：6.28m
- ヌード重量：12,160kg
- 基準離陸重量：不明
- 最大離陸重量：37,495kg
- エンジン：FNX-5011-D-20 フィーニクスMk.XI（10,220kg（ミリタリー推力時）、14,930kg（アフターバーナー使用時））×2、後にFNX-5011-D(VC) スーパーフィーニクスMk.XI×2に換装
- 最高速度：マッハ3.3
- 巡航速度：マッハ1.75
- 限界高度：24,800m
- 武装：
20mmガトリング砲×1
主翼上ハードポイント×2
主翼下ハードポイント×2
胴体下ハードポイント×6
短距離空対空ミサイルAAM-III
中距離空対空ミサイルAAM-V
長距離空対空ミサイルAAM-VII

を装備可能
- その他、各種可視光・赤外線カメラ、赤外線ラインスキャン、コンフォーマル・マルチバンドESMセンサー等の各種偵察装備を搭載。
- OVA版後半では、機体表面にジャム機のような赤い紋様を発生させる視覚的な迷彩「ジャムセンスジャマー」を装備した[8]。

- OVA最終巻ではJATOポッドを外付けしての垂直離陸を実施した他、クラスター爆弾や気化爆弾といった大量破壊兵器を満載して出撃、フェアリィ基地の地下都市を爆撃して反乱を起こした再教育部隊を壊滅させている。また、ジャムとの最終決戦時には新たに主翼下ハードポイントにレーザー機関砲を装備した他、3機の無人戦闘機「フリップナイト・システム」[9]や他の機体から発射された大量のミサイルの管制も行っている。

また、『アンブロークン・アロー』においてはジャムが本機のコピー機と思しき機体を使用しているが、ジャムがフェアリイ基地の人間の記憶や感覚を狂わせ、「目の前にある雪風は確率的に本物の雪風であり、またジャムのコピー機でもある」状態を作り出しているため、オリジナルの雪風とコピー機の区別が曖昧になっている。